# Dominic Jeske

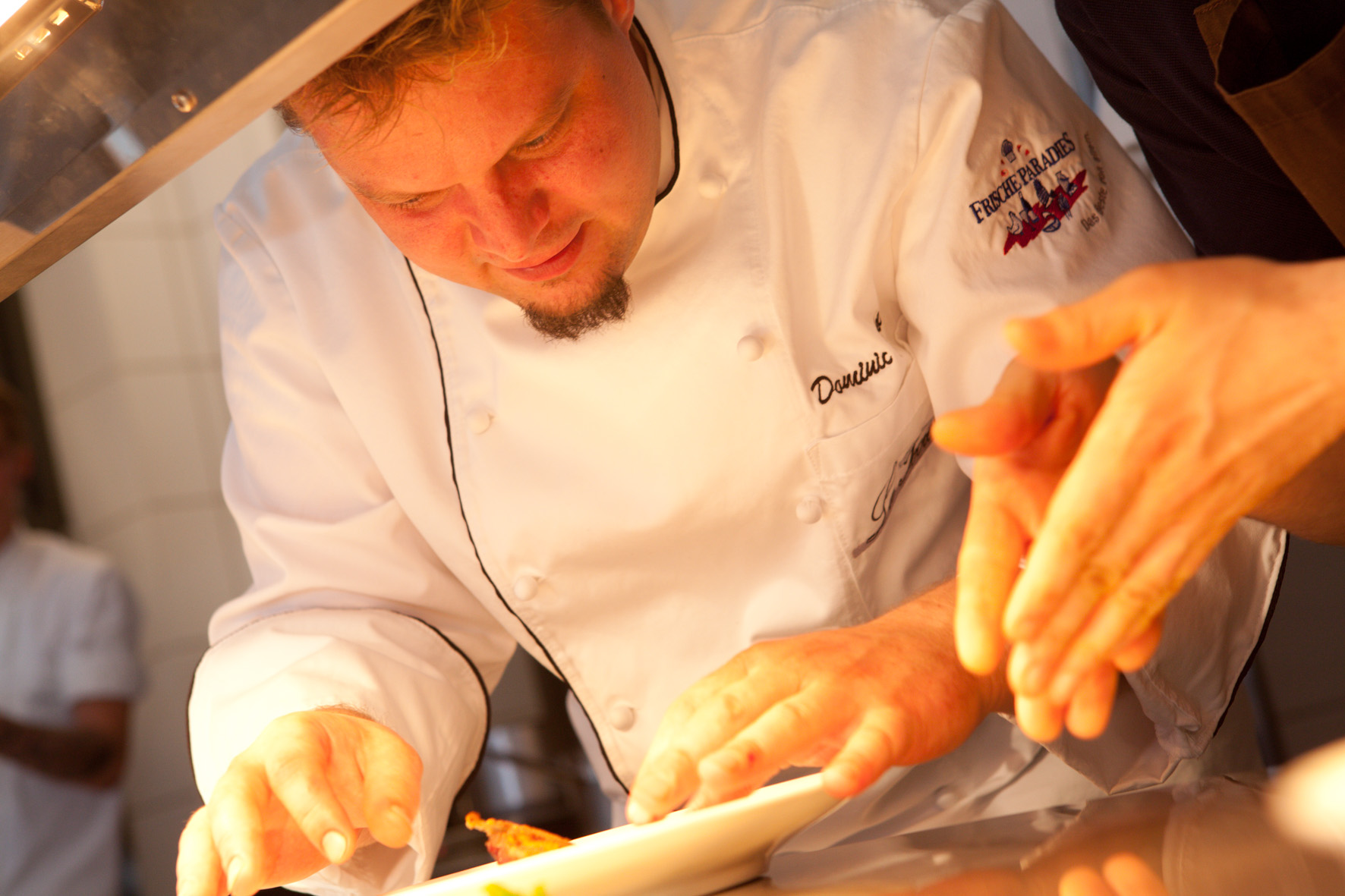
Dominic Jeske, 2013

Dominic Jeske (* 29. November 1977 in Mannheim) ist ein deutscher Koch und arbeitet auf nationalen und internationalen Koch-Veranstaltungen und Messen sowie als Experte für Kulinarik und Wein.

## Werdegang
Jeske wuchs in Trier auf, wo er das Hindenburg-Gymnasium besuchte. In der Weinregion bekam er schon früh einen engen Zugang zum Thema Essen und Trinken, verbrachte in den Sommerferien Zeit in den Weinbergen von lokalen Winzern und half bei der Traubenernte. Bereits als Schüler zeigte Jeske erstes Interesse am Kochhandwerk und absolvierte ein Praktikum im Restaurant „Deidesheimer Hof“. Nach dem Abitur jobbte er als Küchenhilfe in verschiedenen Restaurants und auf Weingütern in Trier und Umgebung und sammelte praktische Erfahrungen. 1998 kehrte er in den „Deidesheimer Hof“ zurück und absolvierte bis 2001 beim Küchenchef Manfred Schwarz eine Ausbildung zum Koch. Im Anschluss war er von 2001 bis 2002 als Koch im Crowne Plaza Hotel in Heidelberg tätig.
2002 wurde er Küchenchef in der Kölner Brasserie „Chez Chef“. Um seine Erfahrungen auszubauen, machte Jeske im Anschluss zwei Jahre Praktika in gehobenen Gourmetküchen, unter anderem im „Le Gourmet“ in Eckenhagen. An der französischen Küste im „La Cardabelle“ in Boulogne-sur-Mer vertiefte er sein Wissen in der französischen Küche, die er seitdem immer wieder in seine Kreationen einfließen lässt.
Ab 2005 arbeitete Jeske an der Seite von Mario Kotaska im Kölner Restaurant „La Société“ am Herd, das 2006 mit einem Michelin-Stern ausgezeichnet wurde. 2007 übernahm er dort als Chefkoch die Küche und verteidigte den Stern des Restaurants bis 2018. Im Anschluss übernahm er die Abteilung Fine Catering für das „La Societé“ sowie das „Restaurant Gut Lärchenhof“ bis zur Selbstständigkeit seit 2023.
Jeske arbeitet als Eventkoch, Dozent und Weinexperte auf internationalen und nationalen Messen und Events wie zum Beispiel in Dubai, Hongkong, Shanghai, New York, Bukarest und Belgrad. Zusätzlich bietet er verschiedene gastronomische Dienstleistungen an, mit Schwerpunkt auf der Verfeinerung regionaler Spezialitäten mit nachhaltigen Zutaten sowie auf besonderen diätischen Kundenanforderungen, wie zum Beispiel über rein vegane Menüs auf Sterneniveau.